# Деревянковка
Деревянковка — хутор в Славянском районе Краснодарского края.
Входит в состав Забойского сельского поселения.
Из истории:
Название происходит от первого жителя по фамилии Деревянко родом из станицы Гривенской, расположенной на противоположном берегу реки Протоки (современный Калининский район старое название поповка) и основавшего хутор в 1928 году.
До 1980 года хутор Деревянковка административно входил в состав Гривенского сельского совета Калининского района называлась 16 квартал.
На данный момент (2017 год) как административная единица входит в Забойское сельское поселение.
Численность населения — 320 человек (01.01.2011.)
На хуторском кладбище находится братская могила воинов Советской Армии, погибших в 1942—1943 годах в боях с немецко-фашистскими оккупанатами при защите и освобождении хутора Деревянковка.
Хутор полностью электрифицирован и газифицирован. Имеется собственный водозабор. 
Расстояние до районного центра — 65 км.

## Социальная сфера
Школа 54
Сельская библиотека
Фельдшерско-акушерский пункт
Магазин смешанных товаров

## География

### Улицы
| - пер. Виноградный, - пер. Водный, - пер. Дальний, - пер. Садовый, - пер. Северный, | - пер. Степной, - пер. Торговый, - пер. Цветочный, - пер. Центральный, | - ул. Набережная, - ул. Совхозная, - ул. Строителей, - ул. Школьная. |

## Население
| 2002 | 2010 |
| ---- | ---- |
| 358  | ↘309 |